# Thalassoma loxum
Thalassoma loxum là một loài cá biển thuộc chi Thalassoma trong họ Cá bàng chài. Loài này được mô tả lần đầu tiên vào năm 1994.

## Từ nguyên
Từ định danh của loài cá này, loxum, trong tiếng Latinh có nghĩa là "xiên", hàm ý đề cập đến ba vệt đốm xiên sọc màu hồng cam ở má và mang.

## Phạm vi phân bố và môi trường sống
T. loxum có phạm vi phân bố nhỏ hẹp ở Tây Bắc Ấn Độ Dương. Loài này chỉ được biết đến thông qua một vài mẫu vật được thu thập tại vùng bờ biển Oman thuộc biển Ả Rập và xung quanh đảo Socotra (Somalia). Mẫu vật của được thu thập ở vùng nước rất nông, độ sâu tìm thấy chúng chỉ đến khoảng 2 m.

## Mô tả
T. loxum có chiều dài tối đa được ghi nhận là khoảng 18 cm. Cá trưởng thành có màu xanh lục lam với những vạch màu cá hồi (màu hồng da cam). Đầu có ba vệt đốm màu hồng cam ở má và mang. Vây đuôi cụt. Cá đực có màu sắc sáng hơn so với cá cái.
Số gai ở vây lưng: 8; Số tia vây ở vây lưng: 13; Số gai ở vây hậu môn: 3; Số tia vây ở vây hậu môn: 11; Số gai ở vây bụng: 1; Số tia vây ở vây bụng: 5; Số tia vây ở vây ngực: 14 - 15; Số lược mang: 15 - 20.